# Retard saisonnier
| Climat                | Hiver | Été   |
| --------------------- | ----- | ----- |
| Polaire Lat. élevées  | ?     | 15-20 |
| Continental Lat. moy. | 20-25 | 25-30 |
| Océanique Faible lat. | ~ 75  | ~ 75  |

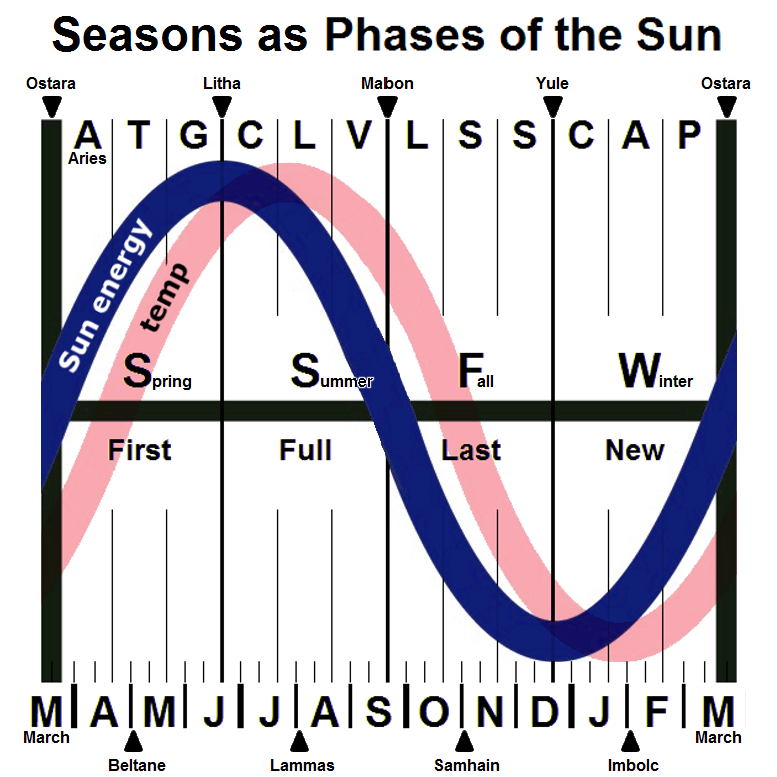
Les phases du soleil

Le retard saisonnier est le décalage entre le moment de maximale insolation, le solstice d'été, et le moment où les températures moyennes sont les plus élevées. De la même manière, il existe un décalage entre le solstice d'hiver et la période de plus basses températures moyennes.  Ce décalage est dû à l'inertie thermique de la Terre, notamment de ses océans.

## Décalage
Le retard saisonnier dépend de la zone géographique : il est le plus faible dans les régions polaires et les régions continentales aux latitudes moyennes (15-25 jours) et le plus élevé dans les régions océaniques aux faibles latitudes (2 mois et demi). En effet, le sol a un coefficient thermique plus faible et se réchauffe, ou se refroidit, plus rapidement que les eaux des océans.
En règle générale, il n'est pas symétrique, dans la mesure où les décalages hivernal et estival ne sont pas égaux : l'hivernal est généralement plus important dans les régions polaires ; tandis que l'inverse se produit dans les régions de latitudes faibles à moyennes.

## Sur d'autres planètes
Toute planète avec une atmosphère connait un retard entre la période la plus chaude (ou froide) et les solstices. Les géantes gazeuses comme Jupiter, Saturne et Uranus et le satellite Titan ont un retard important dû à la grande masse de leur gaz. Par contre, l’atmosphère mince de Mars lui permet d'avoir un retard négligeable de quelques jours. Pour ce qui est de Vénus, la planète n'a aucun retard saisonnier car elle ne change jamais de saison et Mercure n'ayant pas d'atmosphère ne peut avoir un retard également.